# Schelin
Le Schelin ou Piton est une unité monétaire qui fut distribuée, de 1848 à 1890, sous forme de bons au porteur dans les régions du Nord du Bas-Canada comme celle de Charlevoix, du Saguenay–Lac-Saint-Jean, de l'Abitibi et de la Gaspésie.
Les principaux émetteurs de cette monnaie étaient la compagnie Price et les sociétés de colonisation.

## Conversion
- 1 Pence = 2 sous
- 13,5 Pences = 1 Schelin
- 1 Schelin = 27 sous
- 120 sous = 1 dollar

### Source
- Société historique du Saguenay